# 옹구스 2세 막 페르구사

옹구스 2세 막 페르구사(고대 아일랜드어: Óengus II mac Fergusa)는 820년에서 834년 사이에 픽트인의 왕이다.
형 카우산틴 막 페르구사를 계승해 왕위에 올랐다. 예전에는 이들 일가가 달 리어타의 페르구스 막 에크다크의 후손인 것으로 생각되었다. 하지만 최근에는 옹구스 1세 막 페르구사의 후손으로, 에린의 무운지역 왕조인 오가나크터와 관계가 있는 것으로 여겨지고 있다.
옹구스의 형은 카우산틴이고, 옹구스의 아들은 오간이고, 조카는 돔날 막 카우산틴이다. 이들은 모두 「알바인의 노래」에 언급된다. 「알바인의 노래」는 말 콜룸 3세 막 돈카다 치세 때 말 콜룸 3세 이전의 스코틀랜드 군주들을 나열한 찬양가인데, 여기에 페르구스 모르 이래의 달 리어타 왕들까지 소급되어 스코틀랜드 군주로 올라와 있다. 카우산틴과 옹구스 형제들을 비롯한 픽트인의 왕들이 「알바인의 노래」에 올라와 있음은 게일계 국가인 달 리어타가 픽트랜드를 정복함으로써 알바 왕국의 형성이 이루어졌다는 추측을 뒷받침하는 근거로 거론되었다. 하지만 현재는 이들 옹구스 일족이 「알바인의 노래」에 올라와 있는 것은 둔켈드와 세인트앤드루스 지역이 중요했기 때문에 이 지역의 건설자로 여겨진 옹구스 일족을 포함시킨 것이라는 설이 제기된다. 한편, 달 리어타 왕사를 재구성해본 결과 옹구스의 조카 돔날이 이 시기 달 리어타의 왕을 지낸(재위 811년-835년) 것도 사실이다.
옹구스 2세는 오랫동안 세인트앤드루스의 건설자이자 스코틀랜드의 성 앤드루 신앙(스코틀랜드의 국기의 유래가 되는)의 기원으로 여겨졌지만, 세인트앤드루스(옛 이름 켄릭모나드)의 기독교 신앙중심지는 옹구스 2세보다 한참 전에 이미 세워졌다. 알려진 최초의 켄릭모나드 수도원장 투할란의 몰년은 747년이며, 켄릭모나드가 건설된 것은 옹구스 1세(재위 729년-761년) 또는 네크탄 4세(재위 706년-724년, 728년-729년) 때로 여겨진다. 때문에 세인트앤드루스 석관 역시 네크탄 4세 또는 옹구스 1세의 유해를 안장하기 위해 만들어진 것으로 이해되고 있다.
옹구스 2세는 834년에 죽었고, 왕위는 조카 드레스트 9세 막 카우산틴이 계승했다. 그 뒤 옹구스의 아들 오간이 다음 왕이 되었으나 839년 바이킹들에게 죽었다.

## 참고 자료
- Anderson, Alan Orr, Early Sources of Scottish History A.D 500–1286, volume 1. Reprinted with corrections, Stamford: Paul Watkins, 1990. ISBN 1-871615-03-8
- Bannerman, John. "The Scottish Takeover of Pictland and the relics of Columba" in Dauvit Broun and Thomas Owen Clancy (eds.) Spes Scotorum: Saint Columba, Iona and Scotland. Edinburgh: T & T Clark, 1999 ISBN 0-567-08682-8
- Dauvit Broun, "Dunkeld and the origins of Scottish Identity" in Dauvit Broun and Thomas Owen Clancy (eds), op. cit.
- Broun, Dauvit. "Pictish Kings 761-839: Integration with Dál Riata or Separate Development" in Sally Foster (ed.) The St Andrews Sarcophagus: A Pictish masterpiece and its international connections. Dublin: Four Courts Press, 1998. ISBN 1-85182-414-6
- Broun, Dauvit, "The church of St Andrews and its foundation legend in the early twelfth century" in Simon Taylor (ed.) Kings, clerics and chronicles in Scotland, 500-1297: : essays in honour of Marjorie Ogilvie Anderson on the occasion of her ninetieth birthday. Dublin: Four Courts Press, 2000. ISBN 1-85182-516-9
- Clancy, Thomas Owen. "Caustantín son of Fergus (Uurgust)" in M. Lynch (ed.) The Oxford Companion to Scottish History. Oxford & New York: Oxford UP, 2002. ISBN 0-19-211696-7
- John of Fordun, Chronicle of the Scottish Nation, ed. William Forbes Skene, tr. Felix J.H. Skene, 2 vols. Reprinted, Lampeter: Llanerch Press, 1993. ISBN 1-897853-05-X
- Foster, Sally M., Picts, Gaels and Scots: Early Historic Scotland. London: Batsford, ISBN 0-7134-8874-3
- Henderson, Isabel. "Primus inter Pares: the St Andrews Sarcophagus and Pictish Sculpture" in Simon Taylor (ed.) op. cit.
- Smyth, Alfred P. Warlords and Holy Men: Scotland AD 80-1000. Reprinted, Edinburgh: Edinburgh UP, 1998. ISBN 0-7486-0100-7